# Θ
Theta（大寫Θ，小寫θ，中文音译：西塔），是第八個希臘字母。

## 用途

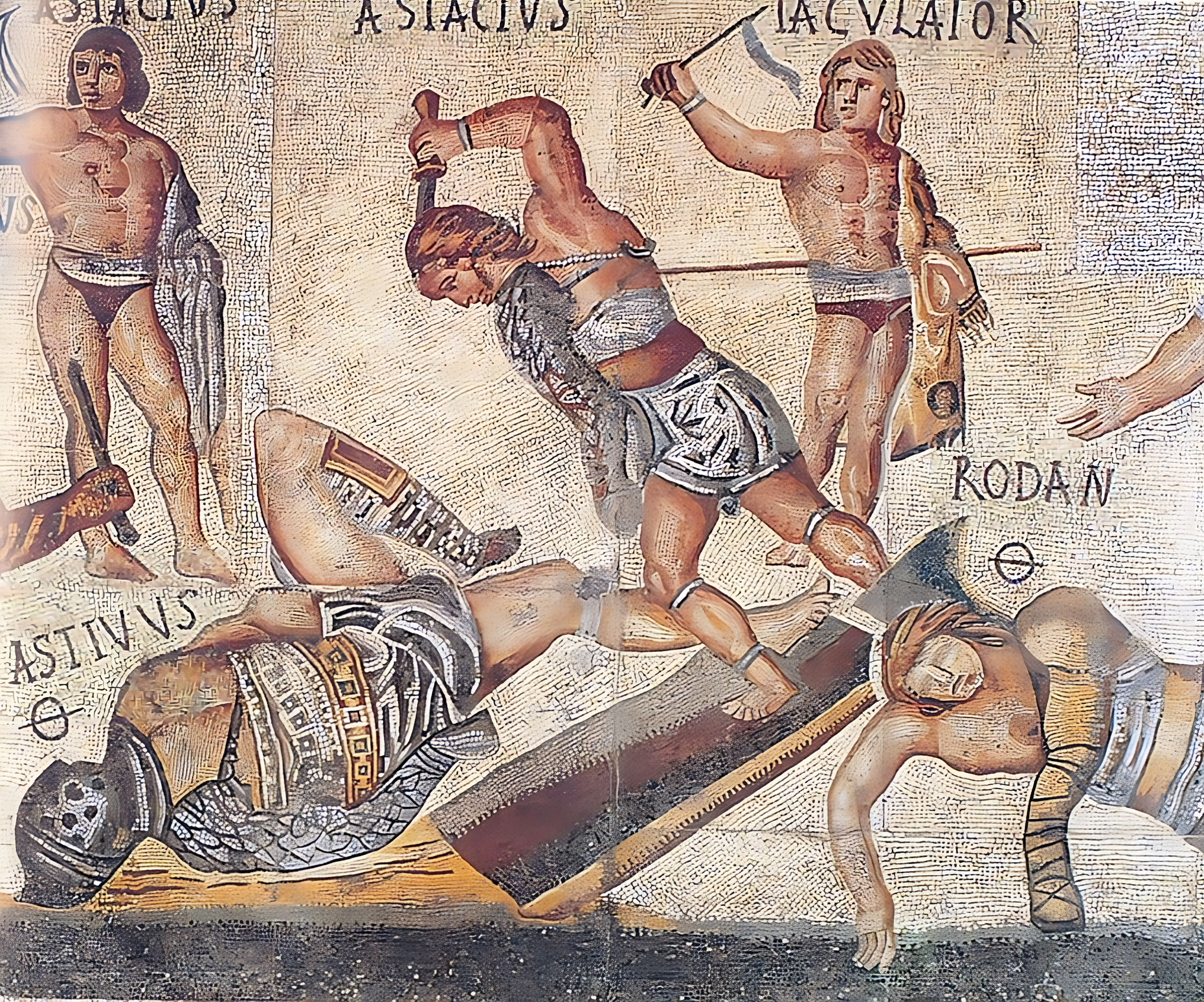
古羅馬角鬥士馬賽克畫；倒地的人身旁Θ字母，代表塔納托斯（即死亡）

大寫的Θ是：
- 粒子物理学中五夸克態用Θ+來表示
- 世界地球日的标志是白色背景上绿色的Θ
- 数学上的大Θ符号

小寫的θ是：
- 數學上常代表平面的角
- 國際音標中的清齒擦音

西里爾字母的Ѳ是從Theta變來。